# Reflets de Paris

Reflets de Paris, Impressions d'un soldat allemand est un livre du Docteur Robert Wimmer. 
Comme l'indique le colophon, il a été :

« Achevé d'imprimer le 25 février 1941 pour le compte de la Librairie française de documentation par l'imprimerie J. Herbert, Levallois, photographies du Dr Wimmer sur Rolleiflex, film Agfa Isopan f, écran rouge. »

Cet ouvrage est illustré de 24 photographies en noir et blanc, commentées en français et en allemand.

## Préface
La guerre m'a conduit à Paris pour y accomplir mon devoir militaire.
Dans la capitale de la France j'ai été frappé par la fluidité de l'atmosphère, les paysages  délicats et changeants du ciel, la grâce et la variété des tonalités, l'extraordinaire éloquence de la pierre, la somptueuse élégance des perspectives.
Au gré des flâneries émerveillées, il m'a semblé découvrir ce qui fait le charme complet de la Ville lumière.
Et j'ai réuni ces images en souvenir.

## Commentaires
(novembre 2015).
Suit une autre préface en allemand imprimée en gothique.
Cet ouvrage est un parfait exemple de ce que voulait être la collaboration. Rien dans les photographies, mis à part quelques soldats en arrière-plan, n'évoque l'occupation. Il semble destiné aux soldats allemands comme souvenir de leur séjour parisien. La qualité des photographies est indéniable, le docteur Wimmer se révèle en être un excellent cadreur. On notera que nous ignorons dans quel domaine ce soldat-photographe était docteur. On sait qu'en Allemagne ce titre est assez répandu, alors qu'en français il est quasiment synonyme de médecin. 
Raymond Tournoux évoque dans son livre, Le Royaume d'Otto, Paris, Flammarion, 1982, p. 95,  le docteur Wimmer. 
On pourra évoquer un autre ouvrage traitant du même sujet : À Paris sous la botte des nazis, splendide recueil de photographies moins idylliques.

## Recension
- L’Illustration, 12 avril 1941, p. 387.
- France-Orient, 16 août 1942, p. ?, une photographie de Reflets de Paris, celle du pont d'Iéna est publiée par ce périodique avec ce commentaire: « La Seine "fleuve royal couronné de ponts" - vu par l'envahisseur.../ Cette orgueilleuse   et rigide photographie a été prise par le docteur Robert Wimmer, officier dans l'armée d'occupation et publiée par l'Illustration - périodique devenu pro-nazi, du 12 avril 1941. »